# Cantoria (sculpture)
Pour les articles homonymes, voir Cantoria.

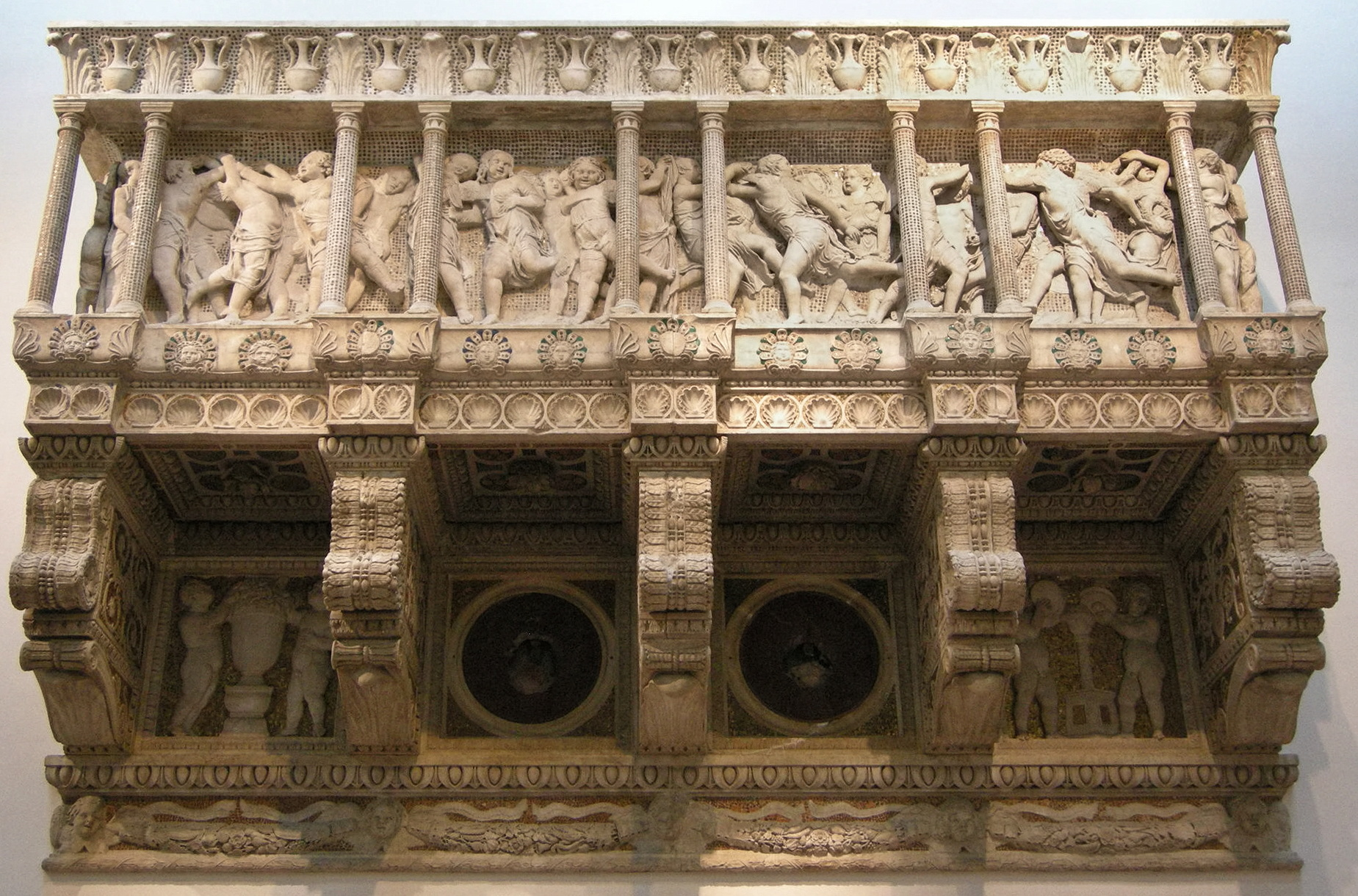
La Cantoria de Donatello.

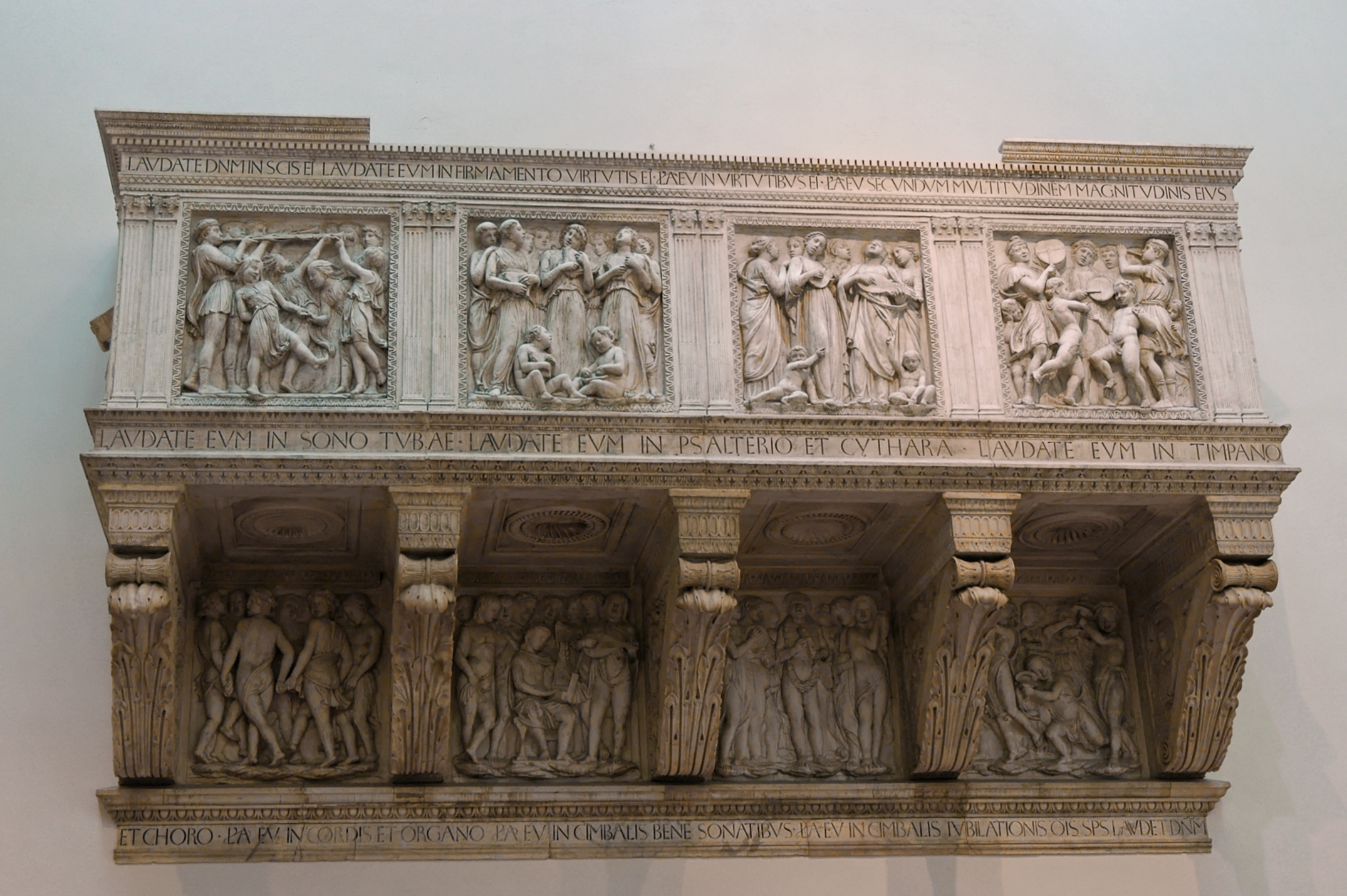
La Cantoria de Luca della Robbia.

Une cantoria ou tribune des chantres est un balcon, une tribune élevée destinée aux chanteurs, c'est-à-dire aux membres du chœur professionnel de l'église.
Dans les églises italiennes il est souvent situé au-dessus de la zone d'entrée dans un espace spécialement réservé. Les cantorie adoptent la forme de balcon en porte à faux au-dessus du chœur, avec un parapet élevé, généralement en marbre, mais souvent en bois sculpté.
Dans les églises germaniques il est appelé « Chor » (chœur) et est plutôt situé dans le sanctuaire, entouré des stalles de bois richement sculptés.
Deux exemples de la Renaissance italienne sont exposés au musée de l'œuvre de la cathédrale de Florence :
- La Cantoria de la cathédrale Santa Maria del Fiore, dont les bas-reliefs sont une œuvre sculptée en marbre de l'artiste italien Donatello, exécutée entre 1433 et 1439. Initialement placée sur la porte de la sacristie des Messes jusqu'en 1688, elle est en forme de tombeau romain, à colonnettes et comporte des frises de personnages, particulièrement typiques de la représentation du mouvement dans un groupe de putti (angelots) gambadant.

- La Cantoria de Luca della Robbia exécutée pour le même emplacement initial, et exposée en face de la précédente.